# Sylvia Sleigh
Sylvia Sleigh (n. 8 mai 1916, Llandudno, Țara Galilor, Regatul Unit al Marii Britanii și Irlandei – d. 24 octombrie 2010, New York City, New York, SUA) a fost o pictoriță realistă americană, născută în Țara Galilor, care a trăit și a lucrat în New York. Este cunoscută pentru rolul său în mișcarea feministă de artă și în special pentru inversarea rolurilor tradiționale de gen în picturile ei cu bărbați nud, folosind adesea ipostaze feminine convenționale din picturi istorice ale artiștilor bărbați precum Diego Vélazquez, Titian și Jean-Auguste-Dominique Ingres. Subiecții ei cei mai cunoscuți au fost criticii de artă, artiștii feminiști și soțul ei, Lawrence Alloway.

## Tinerețe și educație
Sleigh s-a născut în Llandudno și a crescut în Anglia. A studiat la Școala de Artă Brighton. A lucrat o vreme la un magazin de îmbrăcăminte din Bond Street, unde și-a amintit că „a dezbrăcat-o pe Vivien Leigh”. Ulterior, Sleigh și-a deschis propria afacere în Brighton, Anglia, unde a făcut pălării, paltoane și rochii până când și-a închis magazinul la începutul celui de-al Doilea Război Mondial. S-a întors la pictură și s-a mutat la Londra în 1941, după ce s-a căsătorit cu primul ei soț, un pictor englez pe nume Michael Greenwood. Prima ei expoziție personală a fost în 1953 la Galeria de artă Kensington din Londra. Sleigh l-a cunoscut pe cel de-al doilea soț, Lawrence Alloway, un curator englez și critic de artă, în timp ce urma cursuri de istoria artei la seral la Universitatea din Londra. Cei doi s-au căsătorit în 1954 și s-au mutat în Statele Unite în 1961.

## Opera ei și implicarea în mișcarea feministă

### Nuduri masculine
În jurul anului 1970, pornind de la principii feministe, ea a pictat o serie de lucrări inversând temele artistice stereotipe, prezentând bărbați nud în ipostaze care erau în mod tradițional asociate cu femeile, cum ar fi Venus sau odalisca. Unele lucrări făceau aluzie directă la lucrările existente, cum ar fi Philip Golub Reclining (1971), care își însușește poziția lui Rokeby Venus de Diego Velázquez. Această lucrare prezintă, de asemenea, o inversare a modelului bărbat-artist/femeie-muză tipic canonului occidental și reflectă cercetările asupra poziției femeilor de-a lungul istoriei artei ca model, amantă și muză, dar rareori ca geniu artist. Spre deosebire de artiștii bărbați anteriori, Sleigh și-a individualizat subiectele nud în loc să le reprezinte ca tipuri generalizate.
Baia turcească (1973), este o versiune similară a picturii cu același nume a lui Jean Auguste Dominique Ingres dar cu genul personajelor inversat și înfățișează un grup de artiști și critici de artă, inclusiv pe soțul ei, Lawrence Alloway (înclinat în dreapta jos), pe Carter Ratcliff, John Perreault și pe Scott Burton. În pictură sunt prezentate de asemenea două ipostaze ale lui Paul Rosano, un model frecvent întâlnit la Sleigh. O ipostază împrumutată direct din pictura lui Ingres se găsește în figura lui Rosano, așezat în stânga și cântând la chitară cu spatele întors către privitor. Alloway se înclină în poziția convențională de odaliscă. Pictura lui Ingres are multe femei nude, dar Sleigh a redus numărul și a pictat doar șase bărbați. Deși oarecum idealizate, figurile lui Sleigh rămân extrem de individualizate.
În nudurile ei masculine, subiectul „este folosit ca un vehicul pentru a exprima sentimente erotice, așa cum artiștii bărbați au folosit întotdeauna nudul feminin”. În lucrări precum Paul Rosano Reclining (1974) și Imperial Nude: Paul Rosano (1975), Sleigh și-a portretizat subiecții masculini în ipostaze feminine stereotipe, pentru a oferi un comentariul legat de  prejudecățile artiștilor de sex masculin au descris nuduri feminine sexualizate.
Alte lucrări echivalează rolurile bărbaților și femeilor, cum ar fi Concert Champêtre (1976), în care toate figurile sunt nud, spre deosebire de omonimul său compus în mod similar de Titian (creditat anterior lui Giorgione), în care doar femeile sunt dezbrăcate. După cum a explicat Sleigh, „Simt că picturile mele subliniază egalitatea bărbaților și femeilor (femei și bărbați). Pentru mine, femeile erau adesea descrise ca obiecte sexuale în ipostaze umilitoare. Am vrut să ofer și perspectiva mea. Mi-a plăcut să înfățișez atât bărbatul, cât și femeia ca oameni inteligenți și grijulii, cu demnitate și umanism care pun accent pe iubire și bucurie.” De asemenea, pictura ei Lilith (1976), creată ca o componentă a Capelei surorii, o instalație colaborativă care a avut premiera în 1978, înfățișează corpurile suprapuse ale unui bărbat și ale unei femei pentru a sublinia asemănările fundamentale dintre cele două genuri.

### Activism feminist
În 1972, Sylvia Sleigh a jucat un rol semnificativ în asigurarea unui loc și în calitate de jurat pentru Women Choose Women, o expoziție majoră cu peste 100 de lucrări ale artistelor de sex feminin la Centrul Cultural din New York în ianuarie și februarie 1973.
Sleigh a fost membru fondator al galeriei SOHO 20, condusă de artiști (în 1973) și s-a alăturat ulterior AIR Gallery (în 1972), care a fost deschisă cu un an înainte de SOHO 20 și a inspirat structura organizatorică. Sleigh a pictat portrete de grup ale artiștilor din ambele organizații. Portretul grupului A.I.R. (1977–78) este considerat a fi un document al mișcării feministe, în special centrarea femeilor în galeriile cooperative. Printre artiștile feministe din portretul frupului A.I.R. se numără Nancy Spero, Howardena Pindell, Agnes Denes, Sari Dienes, Blythe Bohnen, Dotty Attie și Mary Beth Edelson. Sleigh s-a pictat stând lângă Howardena Pindell. Între 1976 și 2007, Sleigh a pictat o serie de portrete care prezintă femei artiste și scriitoare, printre care Helene Aylon, Catharine R. Stimpson, Howardena Pindell, Selina Trieff și Vernita Nemec.
Într-un interviu din 2007 cu Brian Sherwin, Sleigh a fost întrebat dacă problemele egalității de gen în lumea artei și lumea în general, s-au schimbat în bine. Ea a răspuns: „Cred că lucrurile s-au îmbunătățit pentru femei, în general, sunt mult mai multe femei în guvern, în drept și în slujbe corporative, dar este foarte dificil pentru femei în lumea artei să găsească o galerie”. Potrivit lui Sleigh, mai sunt încă multe de făcut pentru ca bărbații și femeile să fie tratați ca egali în lumea artei.
În ultimele două decenii din viața ei, Sleigh a cumpărat sau a negociat tranzacții cu peste 100 de opere de artă ale altor femei și și-a expus colecția în creștere la Galeria SOHO 20 în 1999. Acestea au inclus picturi, sculpturi și imprimeuri de Cecile Abish, Dotty Attie, Helene Aylon, Blythe Bohnen, Louise Bourgeois, Ann Chernow, Rosalyn Drexler, Martha Edelheit, Audrey Flack, Shirley Gorelick, Nancy Grossman, Pegeen Guggenheim, Nancy Holt, Lila Katzen, Irene Krugman, Diana Kurz, Marion Lerner-Levine, Vernita Nemec, Betty Parsons, Ce Roser, Susan Sills, Michelle Stuart, Selina Trieff, Audrey Ushenko, Sharon Wybrants și mulți alții. În 2011, Colecția Sylvia Sleigh a fost donată Galeriei de Artă a Universității Rowan și formează nucleul colecției sale permanente.

### Invitație la o călătorie
În 2006, Sylvia Sleigh a donat cel mai mare tablou al ei, Invitation to a Voyage: The Hudson River at Fishkill (1979–1999), Muzeului Hudson River. În paisprezece panouri cu o lungime totală de 70 de picioare, panorama lui Sleigh ocupă doi pereți atunci când este expusă. Ea a fost inspirată de lucrările pastorale ale lui Antoine Watteau, Giorgione și Édouard Manet. În pictură apar soțul lui Sleigh, Lawrence Alloway, și un grup de prieteni care erau în mare parte artiști și critici de artă. Ei fac picnic, pozează, pictează și interacționează pe fundalul râului Hudson și al pădurilor din apropiere. Secțiunile „Riverside” și „Woodside”, fiecare constând din șapte panouri, sunt expuse unul vizavi de celălalt pentru o experiență captivantă.

## Recunoaștere
Între 1953 și 2010, Sylvia Sleigh a avut peste 45 de expoziții personale la colegii și universități, galerii de artă profesionale și muzee precum Universitatea din Rhode Island, Universitatea de Stat din Ohio, Universitatea Northwestern, Muzeul de Artă din Milwaukee și Institutul de Artă Americană Butler. O expoziție personală itinerantă postumă a avut loc la Kunstnernes Hus în Oslo, Kunsthalle Sankt Gallen din Elveția, CAPC - Centrul de aste plastice contemporane din Bordeaux și Muzeul Tate din Liverpool.
Lucrările lui Sleigh se află în colecțiile permanente ale Galerii Naționale de Portret din Londra, Institutului de Artă din Chicago, Muzeul Național al Femeilor în Artă, Muzeul de Arte Frumoase din Virginia, Muzeul de Artă Akron și altele.
Sleigh a predat la Universitatea de Stat din New York la Stony Brook în 1978 și la Școala nouă de cercetare socială din 1974 până în 1977 și între 1978 și 1980. În calitate de profesor invitat de pictură, Sleigh a fost distinsă în 1977 cu premiul Edith Kreeger Wolf Distinguished Professorship la Universitatea Northwestern. Ea a primit un grant de la Agenția federală americană National Endowment for the Arts în 1982 și un grant al Fundației Pollock-Krasner în 1985.
În februarie 2008, Sleigh a fost intervievată de Lynn Hershman Leeson și o parte a interviului a devenit parte a documentarului ! Revoluția Artei Femeilor.
În 2008, Sleigh a fost premiată de Asociația Univeristăților de Artă din SUA cu premiul Distinguished Artist Award for Lifetime Achievement. Ea primit postum în 2011 și Premiul pentru întreaga activitate din partea organizației Women's Caucus for Art.
Sleight a murit din cauza complicațiilor unui accident vascular cerebral în octombrie 2010.